# HD 91992
HD 91992，又名BD-10 3094，SAO 156105、HR 4160，是一颗恒星，视星等为6.52，位于銀經258.56，銀緯39.29，其B1900.0坐标为赤經10h 32m 14.4s，赤緯-11° 39.29′ 44″。